# Східнотиморське сентаво
Східнотимо́рське сента́во — незважаючи на те, що основною грошовою одиницею Східного Тимору є долар США, у країні є в обігу розмінні монети номіналом у сентаво.
На аверсі монет розташовані східно-тиморські сюжети, на реверсі монет вказаний номінал та східно-тиморська корона. Номінал монет позначений у сентаво, 1 східнотиморський сентаво рівний 1 центу США.
| Зображення | Номінал(сентаво) | Діаметр(мм) | Товщина(мм) | Маса(г) | Матеріал             | Опис     |
| ---------- | ---------------- | ----------- | ----------- | ------- | -------------------- | -------- |
|            | 1                | 17          | 2,15        | 3,1     | сталь, плак .нікелем | наутилус |
|            | 5                | 18,75       | 2,15        | 4,1     | сталь, плак .нікелем | рис      |
|            | 10               | 20,75       | 2,15        | 5,2     | сталь, плак .нікелем | півень   |
|            | 25               | 21,25       | 2,3         | 5,58    | сталь, плак. міддю   | човен    |
|            | 50               | 25          | 1,9         | 6,5     | сталь, плак. міддю   | кава     |
|            | 100              | 23,75       | 1.64        | 7       |                      |          |
|            | 200              |             |             |         |                      | корова   |